# Uczelnia zawodowa
Uczelnia zawodowa – uczelnia prowadząca studia pierwszego stopnia lub drugiego stopnia albo jednolite studia magisterskie niebędąca uczelnią akademicką.
W Polsce istnieje 349 (w tym 35 państwowych uczelni zawodowych) tego typu uczelni, co stanowi około 75% wszystkich uczelni.
Reprezentacją uczelni zawodowych na szczeblu krajowym jest Konferencja Rektorów Zawodowych Szkół Polskich.